# Општина Крњак
Општина Крњак се налази на Кордуну, у саставу Карловачке жупаније, Република Хрватска. Сједиште општине је у Крњку. Према подацима са последњег пописа 2021. године, у општини је живело 1.332 становника.

## Географија
Општина се налази у средишњем дијелу жупаније, која је већим дијелом смјештена уз државни пут Карловац – Слуњ. Граничи се са градом Карловцем на сјеверу, а на југу са градом Слуњем. Источно је општина Војнић, а западно општина Бариловић.

## Историја
У периоду од 1991. до августа 1995, насеља општине су припадала Републици Српској Крајини. До територијалне реорганизације у Хрватској општина се налазила у саставу бивше општине Карловац.

## Насељена мјеста
| - Бијели Кланац - Бреборница - Будачка Ријека - Бурић Село - Велика Црквина - Војновић Брдо - Горњи Будачки - Горњи Скрад - Грабовац Војнићки - Грабовац Крњачки | - Двориште - Доњи Будачки - Дуги Дол - Загорје - Зимић - Јаснић Брдо - Кесеров Поток - Крњак - Мала Црквина - Млаковац | - Павковић Село - Перићи - Подгорје Крњачко - Пољана Војнићка - Понорац - Растовац Будачки - Суходол Будачки - Трупињак - Хрватско Жариште - Чатрња |

## Становништво

### Национални састав општине 2021.
На попису становништва 2021. године, општина Крњак је имала 1332 становника, следећег националног састава:
| Попис 2021.‍   | Попис 2021.‍ | Попис 2021.‍ | Попис 2021.‍ | Попис 2021.‍ |
| ------------- | ----------- | ----------- | ----------- | ----------- |
|               |             |             |             |             |
| Срби          | Срби        |             | 773         | 58,03%      |
| Хрвати        | Хрвати      |             | 508         | 38,14%      |
| остали        | остали      |             | 51          | 3,82%       |
| укупно: 1.332 |             |             |             |             |

### Национални састав општине 2011.
На попису становништва 2011. године, општина Крњак је имала 1.985 становника, следећег националног састава:
| Попис 2011.‍   | Попис 2011.‍ | Попис 2011.‍ | Попис 2011.‍ | Попис 2011.‍ |
| ------------- | ----------- | ----------- | ----------- | ----------- |
|               |             |             |             |             |
| Срби          | Срби        |             | 1.362       | 68,61%      |
| Хрвати        | Хрвати      |             | 579         | 29,17%      |
| остали        | остали      |             | 44          | 2,21%       |
| укупно: 1.985 |             |             |             |             |

| Општина Крњак      |       |       |
| година пописа      | 1961. | 1953. |
| Срби               | 8.565 | 4.403 |
| Хрвати             | 214   | 31    |
| Југословени        | 9     | 9     |
| Мађари             |       | 3     |
| Словенци           | 2     | 2     |
| Муслимани          | 2     |       |
| остали несловени   |       | 3     |
| остали и непознато | 17    |       |
| укупно             | 8.809 | 4.451 |

| Демографија | Демографија | Демографија |
| Година      | Становника  | Становника  |
| ----------- | ----------- | ----------- |
| 1953.       | 4.451       |             |
| 1961.       | 8.809       |             |
| 2001.       | 2.164       |             |
| 2011.       |             | 1.985       |